# Горно Гюгянци
Горно Гюгянци (на македонска литературна норма: Горно Ѓуѓанци) e село в централната част на Северна Македония, част от община Свети Никола.

## География
Селото е разположено северно от град Свети Никола в южните склонове на планината Манговица.

## История
В началото на XX век Горно Гюгянци е българско село в Кратовска каза на Османската империя. В 1900 година според статистиката на Васил Кънчов („Македония. Етнография и статистика“) село Горно Гюгянци брои 110 жители, всички българи християни.
Всички християнски жители на селото са под върховенството на Българската екзархия. Според статистиката на секретаря на Българската екзархия Димитър Мишев („La Macédoine et sa Population Chrétienne“) в 1905 година християнското население на Горно Гюгянци (Gorno Ghioughiantzi) се състои от 160 българи екзархисти.
До Балканските войни селото е чифлигарско. Йован Трифуноски е записал имената на трима собственици на чифлика: Мехмед бег Грошчии от Кратово, на сина му Мустафа и на неговия внук Назим бег. Между 1912 и 1918 година Назим бег продава земите си на местните жители, обработвали ги преди това като чифлигари.
При избухването на Балканската война 4 души от Гюгянци (Горно и Долно) са доброволци в Македоно-одринското опълчение. След Междусъюзническата война селото остава в Сърбия. Формата на името на селото е сменено на Гюгянце.
На етническата си карта от 1927 година Леонард Шулце Йена показва Горно Гюгинци (Gorno Gjuginci) като българско християнско село.
В 1994 година селото има 11, а в 2002 година – 3 жители.
| Националност     | Всичко |
| северномакедонци | 3      |
| албанци          | 0      |
| турци            | 0      |
| цигани           | 0      |
| власи            | 0      |
| сърби            | 0      |
| бошняци          | 0      |
| други            | 0      |

В 2014 година на селото му е върнато неговото старо име Горно Гюгянци (Горно Ѓуѓанци).

## Личности
Родени в Горно Гюгянци
- Коце Спасов (? – 1924), български революционер, деец на ВМРО, загинал в сражение със сръбска войска на 1 март 1924[8]

Починали в Горно Гюгянци
- Андон Янев (1873 – 1904), български революционер от ВМОРО, четник на Атанас Бабата
- Кочо Крушовцев Куршума (? – 1904), български революционер от ВМОРО
- Лило Стоев (1881 – 1904), български революционер от ВМОРО, четник на Атанас Бабата
- Славейко Арсов (1878 – 1904), български революционер, войвода на ВМОРО
- Стефан Мешков (1884 – 1904), български революционер
- Стоян Донски (? – 1904), български революционер, войвода на ВМОРО
- Трайче Танев (? – 1904), ресенски селски войвода на ВМОРО